# 擬任郡司
擬任郡司（ぎにんぐんじ）とは、古代律令制における郡司のうち、中央政府の許可なくその任にある郡司を指す。

## 概要
本来は正規の郡司である正任郡司（しょうにんぐんじ）が空席になった場合に、国司が中央政府に対して後任の任用手続を終える前にその候補者に郡司の職務を行わせたことに由来する。昇任によって擬任郡司に任ぜられた者は転擬郡司（てんぎぐんじ）、全く新しく任ぜられた者は新擬郡司（しんぎぐんじ）と呼んだ。
これに対して、（正任郡司及びその補充のための擬任郡司）定員外に設けられた擬任郡司を副擬郡司（ふくぎぐんじ）と称した。副擬郡司は当初は禁じられていたが、有力な新興豪族を国衙機構の内に取りこみたい国司側の思惑もあって次第に増加し、812年（弘仁3年）に郡司の任免権が国司に移され、中央政府はそれを追認するだけ（郡司国定制）となると、国司の判断によって副擬郡司を設置することが容認されるようになり、822年（弘仁13年）には、郡司に任命する場合には一定期間擬任郡司を務めさせてその適性を判断することとなった。
擬任郡司の恒常化、副擬郡司の容認は社会の変動によって既存の譜第郡司が没落して権威が失われたこと、新興層に郡司の役割を担わせることで在地の把握を図ろうとしたことが要因であったとされている。擬任郡司は郡司制度そのものが衰退する10世紀まで見られた。